# Trioceros oweni

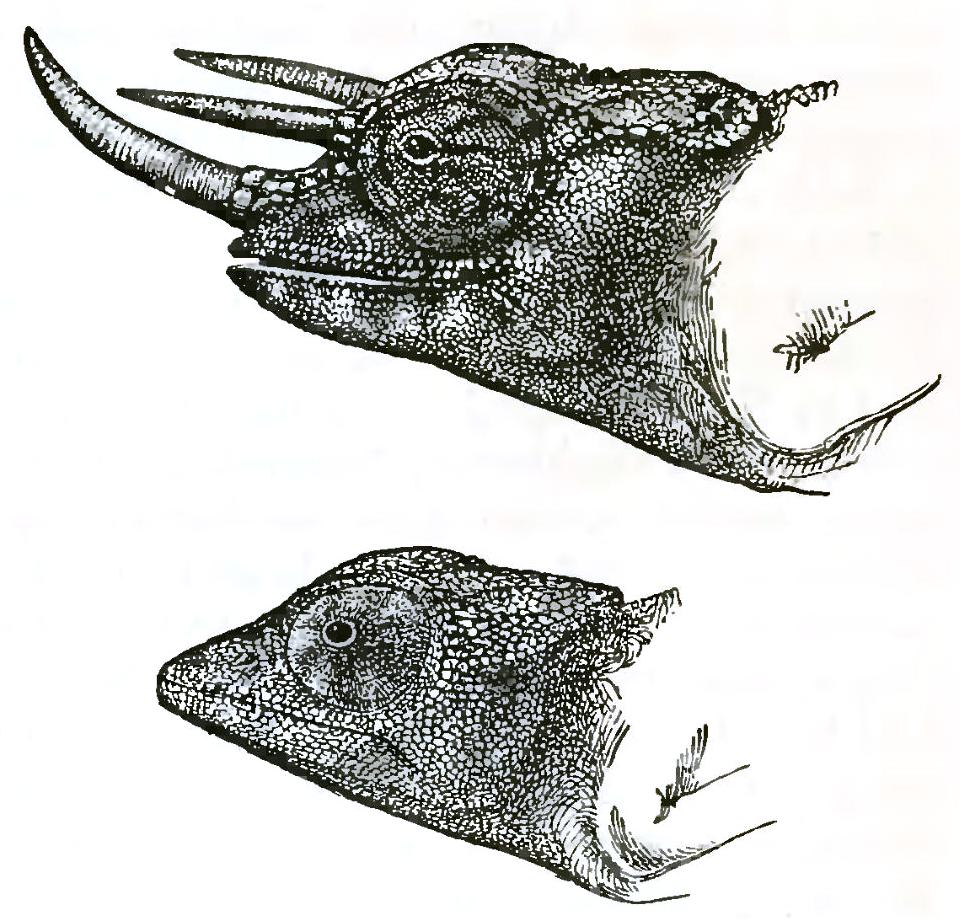
Головы самца и самки

Trioceros oweni — вид ящериц из семейства хамелеонов. Обитает в лесах Центральной Африки. Названный в честь британского военно-морского офицера и исследователя Уильяма Фицуильяма Оуэна, он был впервые описан в 1831 году натуралистом Джоном Эдвардом Греем и является типовым видом рода Trioceros.

## Распространение и среда обитания
Trioceros oweni встречается на большей части тропической территории Центральной Африки, от дельты реки Нигер в Нигерии на севере до Анголы на юге и Бурунди на востоке. Он населяет густые вечнозеленые и полулиственные леса на высоте ниже 800 м над уровнем моря, обычно обитая на больших деревьях. Типовым местом обитания вида является остров Биоко в Экваториальной Гвинее.

## Описание и поведение
Как и у многих других хамелеонов, у Trioceros oweni цепкий хвост и по одному когтю на каждом пальце ноги. У самцов три гладких рога, у самок рога отсутствуют, но на задних лапах имеется дряблая кожа, что создает впечатление, будто они носят мешковатые брюки. В среднем общая длина взрослых Trioceros oweni от 25 до 28 см (включая хвост), а обычный вес около 75 г. Этот вид, как правило, ведет древесный образ жизни и перемещается с ветки на ветку или на землю, чтобы избежать хищников. Питается в основном насекомыми.

## Угрозы и охрана
Из-за широкого ареала, большой численности и стабильности популяции Trioceros oweni признан Международным союзом охраны природы вызывающим наименьшее беспокойство. Однако есть опасения, что вырубка леса и расширение площадей для сельского хозяйства могут потенциально угрожать статусу вида. Кроме того, его иногда используют в торговле домашними животными или продают на местном уровне для использования в традиционной медицине. Некоторые племена в Демократической Республике Конго верят, что обожженное тело этого животного можно использовать в качестве защитного талисмана, а в окрестностях Яунде в Камеруне этот вид используется для лечения болезней, которые считаются магическими.